# Andau
Andau (maďarsky Mosontarcsa) je městys v okrese Neusiedl am See ve spolkové zemi Burgenland, v Rakousku. Rozloha obce je zhruba 47,3 km² a v lednu 2016 zde žilo téměř 2350 obyvatel.

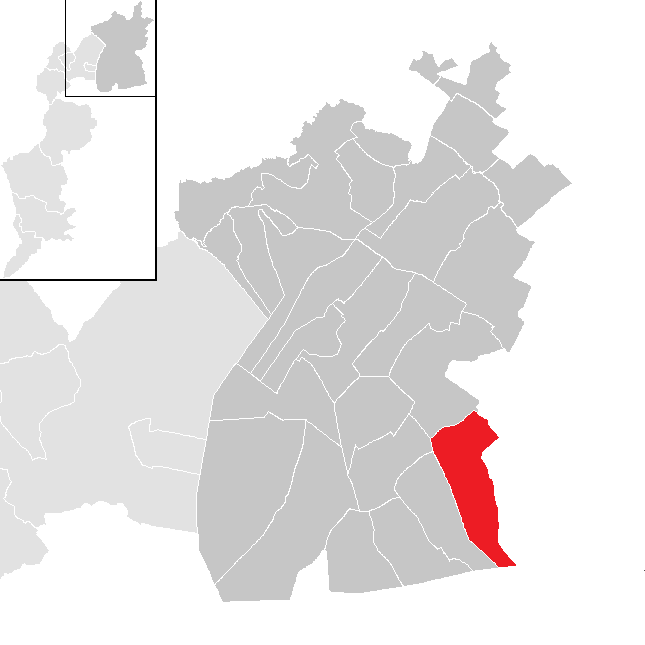
Poloha městyse v okrese

## Popis, poloha
Andau je jediným místem v městysi. Rozkládá se na severozápadním okraji Panonské pánve. Nadmořská výška území je okolo 100 m. Příznivé klima a mnoho slunečných dnů je v oblasti kolem Andau výhodné pro zemědělství. Území městyse je součástí národního parku Neusiedlersee-Seewinkel.
Na východě a na jihu sousedí s Maďarskem.
V Rakousku sousedí s těmito obcemi: Halbturn na severu, Tadten na západě a St.Andrä am Zicksee na severozápadě.

## Historie
Městys patřil, tak jako celý Burgenland (německy Západní Maďarsko) až do roku 1920-1921 k Maďarsku. Po skončení první světové války, na základě mezinárodni smlouvy ze Saint Germain a Trianonu ale patří místo od roku 1921 do nově založeného státu Burgenland v Rakousku.